# Włodzimierz Chlebosz
Włodzimierz Stanisław Chlebosz (Breslavia, 14 gennaio 1967) è un ex sollevatore polacco che ha gareggiato nelle categorie dei pesi medi e dei pesi massimi leggeri.

## Biografia
Fratello minore di Mirosław Chlebosz, compie gli studi superiori nella Wyższa Szkoła Zarządzania Edukacja we Wrocławiu, laureandosi in scienze politiche all'Università di Breslavia. Dal 2010 si dedicò all'attività politica, venendo eletto nel 2014 sindaco di Czernica al secondo turno.

## Carriera sportiva
Come il fratello, militò a livello giovanile dal 1977 nella squadra del Burza Wrocław e dal 1980 nello Śląsk Wrocław. A livello nazionale fu due volte campione polacco (nel 1991 e nel 2000), quattro volte secondo (nel 1990, 1993, 1994 e 1995) e sei volte terzo (nel 1989, 1992, 1996, 1997, 1999 e 2001). Partecipò ai Giochi olimpici di Barcellona 1992 nella categoria dei pesi medi, dove si classificò settimo. Ha partecipato ai campionati mondiali per quattro volte: nel 1990 si piazzò quinto, nel 1991 sesto, nel 1994 decimo e nel 1995 dodicesimo. Ai campionati europei prese parte per cinque volte: nel 1990 si piazzò quinto, nel 1991 quinto (vincendo la medaglia di bronzo nello slancio), nel 1993 ottavo, nel 1995 quinto e nel 1997 settimo. Dopo il ritiro dall'attività agonistica fece parte per qualche tempo della Federazione polacca di sollevamento pesi e fu presidente dello Śląsk Wrocław.